# Гилес IV фон Родемахерн-Засенхайм
Гилес IV фон Родемахерн-Засенхайм (на немски: Gilles IV Herr von Rodemachern, Sassenheim; † сл. 1381) е рицар, губернатор на Херцогство Люксембург, господар на Родемахерн (в Гранд Ест), Ричемонт, Шасепиер и Засенхайм (Санем в Люксембург).
Той е син на Йохан I фон Родемахерн († 1360) и съпругата му Елизабет дьо ла Фоше († сл. 1344), дъщеря на Жан II дьо ла Фоше (* ок. 1265) и Жана дьо Шарни († сл. 1324). Внук е на Гилес III фон Родемахерн 'Младия' († сл. 1327), сенешал и маршал на Люксембург, и съпругата му Маргарета дьо Жоанвил († сл. 1325).
Родемахерн тогава е в Херцогство Люксембург. През 1492 г. собственостите на господарите фон Родемахерн отиват на маркграф Кристоф I фон Баден и неговият внук Кристоф II основава през 1556 г. маркграфството Баден-Родемахерн.

## Фамилия
Гилес IV фон Родемахерн-Засенхайм се жени на 16 септември 1340 г. за Жана дьо Шатилон-сюр-Марне († сл. 1385), дъщеря на Жан I дьо Шатилон († 1363) и Алиенор дьо Ройе, дьо Ла Фертé-ен-Понтиьо († 1333). Те имат децата:
- Йохан II фон Родемахерн и Шасепиере († 1415), женен 1388 г. за Махот дьо Гранцей († 1411/1415); имат син:
  - Йохан III фон Родемахерн, Кроненберг и Нойербург († сл. 1 октомври 1439), женен за Ирмгард фон Болхен-Узелдинген († сл. 1425/сл. 1433); имат четири деца
- Маргарета фон Родемахерн († сл. 1423), омъжена за Йохан фон Монклер, бургграф на Франкенберг († 1 януари/18 март 1427)
- Петер фон Родемахерн († сл. 1382), женен 1382 г. за Ренее фон Монклер, сестра на Йохан фон Монклер
- Анна фон Родемахерн († сл. 1372), омъжена на 10 март 1372 г. за Фридрих II фон Зирк, господар на Фрауенбург († сл. 1412/1417), син на рицар на Арнолд V фон Зирк „Млади“ († 1371) и Аделхайд фон Саарбрюкен († сл. 1345)
- Мария фон Родемахерн, омъжена за Йохан VI фон Брюкен († сл. 1414), господар на Хунзинген и Дагщул, син на Йохан V фон Брюкен († 1375) и Аделхайд фон Зирк, дъщеря на Арнолд V фон Зирк „Млади“ († 1371) и Аделхайд фон Саарбрюкен († сл. 1345)
- Жанета фон Родемахерн († сл. 1404), омъжена I. за Вирих фон Берперг († пр. 1379), II. за Йохан фон Орлей
- Роланд фон Родемахерн († сл. 1407)
- Мария фон Родемахерн
- Гилес цу Райхерсберг († сл. 1427)